# Faces of Love
Faces of Love é o segundo extended play da cantora sul-coreana Bae Suzy. Foi lançado em 29 de janeiro de 2018 pela JYP Entertainment e distribuído pela Genie Music com "Holiday" como single do álbum. O single "I'm in Love with Someone Else" foi lançado anteriormente em 22 de janeiro.

## Antecedentes e lançamento
Em 3 de janeiro de 2018, a JYP Entertainment anunciou que a Suzy retornaria com novo material em 29 de janeiro do mesmo ano. A agência de Suzy comentou que estava filmando o vídeo da música "Holiday" em Long Beach e o Monumento Nacional das areias brancas do Novo México. Vários teasers foram lançados, sendo seguido pelo lançamento do pré-single intitulado "I'm in Love with Someone Else" em 22 de janeiro, que conseguiu posicionar-se no terceiro lugar da Gaon Digital Chart. O video musical da música "Holiday" e o mini-álbum, que consiste de sete músicas originais, foram lançados no dia 29 de janeiro. Dois dias após o lançamento, Suzy lançou um vídeo com a coreografia de "Holiday".

## Lista de faixas
| Faces of Love  |                                 |                            |                                      |         |  |
| N.º            | Título                          | Letras                     | Música                               | Duração |  |
| 1.             | "I'm in Love with Someone Else" | Armadillo                  | Armadillo                            | 3:50    |  |
| 2.             | "Holiday"                       | Jinri (Full8loom) DPR LIVE | Gloryface (Full8loom)                | 3:12    |  |
| 3.             | "Sober"                         | Suzy                       | EJAE Aaron Kim Isaac Han Andrew Choi | 3:08    |  |
| 4.             | "Bxatxh"                        | Suzy                       | Suzy Shim Eun-ji                     | 3:23    |  |
| 5.             | "Midnight"                      | 밤하늘                     | 밤하늘                               | 3:23    |  |
| 6.             | "Confession (Prod. Jung Key)"   | Jung Key                   | Jung Key                             | 4:15    |  |
| 7.             | "Sleeplessness"                 | Suzy                       | Locomotive                           | 3:25    |  |
| Duração total: | Duração total:                  | Duração total:             | Duração total:                       | 24:24   |  |

## Desempenho nas paradas
| Parada (2018)                    | Melhor posição |
| -------------------------------- | -------------- |
| Coreia do Sul (Gaon Album Chart) | 6              |

## Histórico de lançamento
| Região        | Data                  | Formato             | Gravadora                     |
| ------------- | --------------------- | ------------------- | ----------------------------- |
| Coreia do Sul | 29 de janeiro de 2018 | CD Download Digital | JYP Entertainment Genie Music |
| Mundialmente  | 29 de janeiro de 2018 | Download Digital    | JYP Entertainment             |